# Llista d'asteroides/214601-214700
| Nom      | Designació provisional | Data de descobriment   | Lloc de descobriment | Descobridor/s     |
| -------- | ---------------------- | ---------------------- | -------------------- | ----------------- |
| 214601 - | 2005 LK47              | 29 d'agost de 2006     | Catalina             | CSS               |
| 214602 - | 2006 QM167             | 30 d'agost de 2006     | Anderson Mesa        | LONEOS            |
| 214603 - | 2002 XS102             | 28 d'agost de 2006     | Anderson Mesa        | LONEOS            |
| 214604 - | 2002 LD59              | 14 de setembre de 2006 | Catalina             | CSS               |
| 214605 - | 2005 MG16              | 12 de setembre de 2006 | Catalina             | CSS               |
| 214606 - | 2002 WV17              | 14 de setembre de 2006 | Catalina             | CSS               |
| 214607 - | 2006 RF22              | 15 de setembre de 2006 | Palomar              | NEAT              |
| 214608 - | 2006 RB23              | 12 de setembre de 2006 | Socorro              | LINEAR            |
| 214609 - | 1995 SR20              | 14 de setembre de 2006 | Catalina             | CSS               |
| 214610 - | 2006 RL34              | 12 de setembre de 2006 | Catalina             | CSS               |
| 214611 - | 2002 XN115             | 14 de setembre de 2006 | Palomar              | NEAT              |
| 214612 - | 2005 LQ9               | 12 de setembre de 2006 | Catalina             | CSS               |
| 214613 - | 2005 EF67              | 14 de setembre de 2006 | Catalina             | CSS               |
| 214614 - | 2002 UE44              | 14 de setembre de 2006 | Kitt Peak            | Spacewatch        |
| 214615 - | 2006 RP51              | 14 de setembre de 2006 | Kitt Peak            | Spacewatch        |
| 214616 - | 1997 UR12              | 14 de setembre de 2006 | Kitt Peak            | Spacewatch        |
| 214617 - | 2001 WQ74              | 14 de setembre de 2006 | Kitt Peak            | Spacewatch        |
| 214618 - | 1992 SD4               | 15 de setembre de 2006 | Kitt Peak            | Spacewatch        |
| 214619 - | 2004 DE76              | 14 de setembre de 2006 | Palomar              | NEAT              |
| 214620 - | 2006 RG66              | 14 de setembre de 2006 | Palomar              | NEAT              |
| 214621 - | 2006 RQ76              | 15 de setembre de 2006 | Kitt Peak            | Spacewatch        |
| 214622 - | 2006 RC79              | 15 de setembre de 2006 | Kitt Peak            | Spacewatch        |
| 214623 - | 2006 RT84              | 15 de setembre de 2006 | Kitt Peak            | Spacewatch        |
| 214624 - | 2006 RE85              | 15 de setembre de 2006 | Kitt Peak            | Spacewatch        |
| 214625 - | 2006 RC91              | 15 de setembre de 2006 | Kitt Peak            | Spacewatch        |
| 214626 - | 2006 RU91              | 15 de setembre de 2006 | Kitt Peak            | Spacewatch        |
| 214627 - | 1997 TA9               | 15 de setembre de 2006 | Kitt Peak            | Spacewatch        |
| 214628 - | 2006 RU96              | 15 de setembre de 2006 | Kitt Peak            | Spacewatch        |
| 214629 - | 2006 RO98              | 14 de setembre de 2006 | Catalina             | CSS               |
| 214630 - | 2000 FF65              | 14 de setembre de 2006 | Catalina             | CSS               |
| 214631 - | 2006 RH99              | 15 de setembre de 2006 | Kitt Peak            | Spacewatch        |
| 214632 - | 2002 LS54              | 14 de setembre de 2006 | Catalina             | CSS               |
| 214633 - | 2006 RP120             | 14 de setembre de 2006 | Kitt Peak            | Spacewatch        |
| 214634 - | 1996 HN3               | 16 de setembre de 2006 | Catalina             | CSS               |
| 214635 - | 2002 XB101             | 16 de setembre de 2006 | Palomar              | NEAT              |
| 214636 - | 2006 SB12              | 16 de setembre de 2006 | Catalina             | CSS               |
| 214637 - | 2006 SN18              | 17 de setembre de 2006 | Kitt Peak            | Spacewatch        |
| 214638 - | 2006 SY19              | 19 de setembre de 2006 | La Sagra             | La Sagra          |
| 214639 - | 2001 OK15              | 18 de setembre de 2006 | Catalina             | CSS               |
| 214640 - | 2000 KS70              | 18 de setembre de 2006 | Kitt Peak            | Spacewatch        |
| 214641 - | 2004 EQ96              | 18 de setembre de 2006 | Catalina             | CSS               |
| 214642 - | 2006 SA56              | 18 de setembre de 2006 | Kitt Peak            | Spacewatch        |
| 214643 - | 2006 SA57              | 18 de setembre de 2006 | Calvin-Rehoboth      | Calvin College    |
| 214644 - | 2002 XQ107             | 18 de setembre de 2006 | Catalina             | CSS               |
| 214645 - | 2001 VK69              | 18 de setembre de 2006 | Catalina             | CSS               |
| 214646 - | 2006 SA67              | 19 de setembre de 2006 | Kitt Peak            | Spacewatch        |
| 214647 - | 2001 SW328             | 19 de setembre de 2006 | Kitt Peak            | Spacewatch        |
| 214648 - | 2006 SQ71              | 19 de setembre de 2006 | Kitt Peak            | Spacewatch        |
| 214649 - | 2006 SB72              | 19 de setembre de 2006 | Kitt Peak            | Spacewatch        |
| 214650 - | 2006 SK74              | 19 de setembre de 2006 | Kitt Peak            | Spacewatch        |
| 214651 - | 2004 FP56              | 19 de setembre de 2006 | Kitt Peak            | Spacewatch        |
| 214652 - | 2006 SR75              | 19 de setembre de 2006 | Kitt Peak            | Spacewatch        |
| 214653 - | 2005 LT50              | 20 de setembre de 2006 | Anderson Mesa        | LONEOS            |
| 214654 - | 2006 SW82              | 18 de setembre de 2006 | Kitt Peak            | Spacewatch        |
| 214655 - | 2000 JK8               | 18 de setembre de 2006 | Kitt Peak            | Spacewatch        |
| 214656 - | 2006 SV98              | 18 de setembre de 2006 | Kitt Peak            | Spacewatch        |
| 214657 - | 2002 QB27              | 19 de setembre de 2006 | Catalina             | CSS               |
| 214658 - | 2004 EA75              | 19 de setembre de 2006 | Catalina             | CSS               |
| 214659 - | 1997 UT16              | 19 de setembre de 2006 | Kitt Peak            | Spacewatch        |
| 214660 - | 2003 YA121             | 20 de setembre de 2006 | Haleakala            | NEAT              |
| 214661 - | 1993 VX5               | 22 de setembre de 2006 | Socorro              | LINEAR            |
| 214662 - | 2006 SF115             | 24 de setembre de 2006 | Kitt Peak            | Spacewatch        |
| 214663 - | 2006 SZ119             | 18 de setembre de 2006 | Catalina             | CSS               |
| 214664 - | 2000 EE207             | 19 de setembre de 2006 | Anderson Mesa        | LONEOS            |
| 214665 - | 2002 XC41              | 17 de setembre de 2006 | Anderson Mesa        | LONEOS            |
| 214666 - | 2006 SM130             | 20 de setembre de 2006 | Anderson Mesa        | LONEOS            |
| 214667 - | 2001 XY256             | 20 de setembre de 2006 | Catalina             | CSS               |
| 214668 - | 2004 FF118             | 19 de setembre de 2006 | Catalina             | CSS               |
| 214669 - | 2003 FH84              | 19 de setembre de 2006 | Kitt Peak            | Spacewatch        |
| 214670 - | 2004 HL67              | 23 de setembre de 2006 | Kitt Peak            | Spacewatch        |
| 214671 - | 2001 RN137             | 23 de setembre de 2006 | Kitt Peak            | Spacewatch        |
| 214672 - | 2006 SA182             | 25 de setembre de 2006 | Anderson Mesa        | LONEOS            |
| 214673 - | 2004 EC111             | 25 de setembre de 2006 | Kitt Peak            | Spacewatch        |
| 214674 - | 2006 SV185             | 25 de setembre de 2006 | Mount Lemmon         | Mt. Lemmon Survey |
| 214675 - | 1997 UH20              | 26 de setembre de 2006 | Kitt Peak            | Spacewatch        |
| 214676 - | 2006 SA189             | 26 de setembre de 2006 | Kitt Peak            | Spacewatch        |
| 214677 - | 2006 SU189             | 26 de setembre de 2006 | Mount Lemmon         | Mt. Lemmon Survey |
| 214678 - | 2006 SR197             | 25 de setembre de 2006 | Moletai              | Moletai           |
| 214679 - | 1996 RB6               | 24 de setembre de 2006 | Kitt Peak            | Spacewatch        |
| 214680 - | 2006 SK204             | 25 de setembre de 2006 | Kitt Peak            | Spacewatch        |
| 214681 - | 2000 GB29              | 25 de setembre de 2006 | Kitt Peak            | Spacewatch        |
| 214682 - | 2006 SH211             | 26 de setembre de 2006 | Catalina             | CSS               |
| 214683 - | 2004 EW77              | 26 de setembre de 2006 | Mount Lemmon         | Mt. Lemmon Survey |
| 214684 - | 2006 SR216             | 27 de setembre de 2006 | Kitt Peak            | Spacewatch        |
| 214685 - | 2006 SC217             | 28 de setembre de 2006 | Kitt Peak            | Spacewatch        |
| 214686 - | 2006 SL225             | 26 de setembre de 2006 | Kitt Peak            | Spacewatch        |
| 214687 - | 2006 SD245             | 26 de setembre de 2006 | Kitt Peak            | Spacewatch        |
| 214688 - | 2005 GT195             | 26 de setembre de 2006 | Mount Lemmon         | Mt. Lemmon Survey |
| 214689 - | 2006 SV261             | 26 de setembre de 2006 | Mount Lemmon         | Mt. Lemmon Survey |
| 214690 - | 2006 SJ262             | 26 de setembre de 2006 | Mount Lemmon         | Mt. Lemmon Survey |
| 214691 - | 2006 SK269             | 26 de setembre de 2006 | Mount Lemmon         | Mt. Lemmon Survey |
| 214692 - | 2006 SU278             | 28 de setembre de 2006 | Kitt Peak            | Spacewatch        |
| 214693 - | 2004 EK113             | 25 de setembre de 2006 | Pla D'Arguines       | R. Ferrando       |
| 214694 - | 2006 SX284             | 29 de setembre de 2006 | Anderson Mesa        | LONEOS            |
| 214695 - | 2001 QF95              | 25 de setembre de 2006 | Kitt Peak            | Spacewatch        |
| 214696 - | 2004 BJ102             | 25 de setembre de 2006 | Kitt Peak            | Spacewatch        |
| 214697 - | 2006 SO296             | 25 de setembre de 2006 | Kitt Peak            | Spacewatch        |
| 214698 - | 2006 SX303             | 27 de setembre de 2006 | Mount Lemmon         | Mt. Lemmon Survey |
| 214699 - | 2006 SB308             | 27 de setembre de 2006 | Kitt Peak            | Spacewatch        |
| 214700 - | 2006 SE336             | 28 de setembre de 2006 | Kitt Peak            | Spacewatch        |